# IndiGo

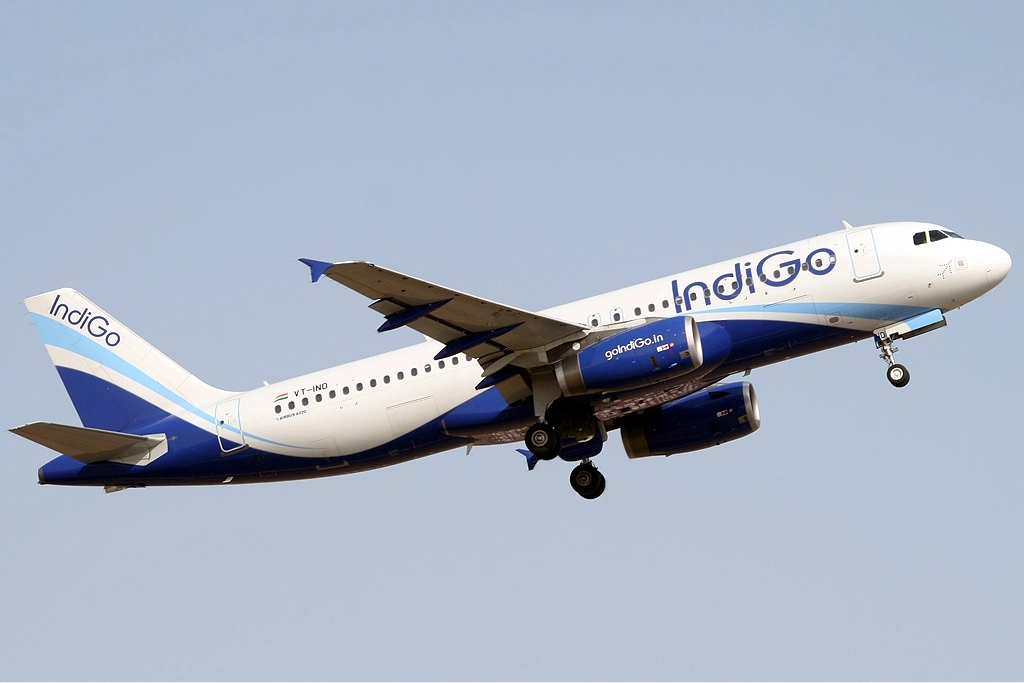
Un A320 IndiGo

IndiGo è una compagnia indiana a basso costo che ha sede a Gurgaon. IndiGo è la compagnia aerea indiana più grande in termini di passeggeri trasportati ad Ottobre 2016. Opera voli domestici dalla sua base principale, l'Aeroporto Internazionale Indira Gandhi di Delhi. Inoltre, la compagnia è stata premiata nel 2008 come "Miglior vettore a basso costo operante voli domestici" in India.

## Storia
IndiGo ha dato il via alle operazioni il 4 agosto 2006, servendo Delhi ad Imphal, facendo scalo a Guwahati. La compagnia è posseduta da Interglobe Enterprises e ha ricevuto il suo primo Airbus A320-200 nel luglio 2006. Nello stesso anno ha ricevuto altri 6 velivoli dello stesso modello e nel 2007 altri 9, arrivando a 15. Bruce Ashby, l'ex vice presidente esecutivo di US Airways, è poi entrato nell'IndiGo come Amministratore delegato e la compagnia ha acquistato 3 parcheggi all'Aeroporto Internazionale Indira Gandhi di Delhi ed all'Aeroporto Internazionale di Mumbai.
IndiGo ha inoltre chiesto al Ministero Indiano per l'Aviazione Civile l'approvazione per poter aprire rotte internazionali nell'agosto 2011, dopo aver completato 5 anni in cui ha dovuto obbligatoriamente volare all'interno dell'India. La compagnia vuole volare nei paesi facenti parte del SAARC, dell'ASEAN e nell'Asia Sud-Occidentale.
Nel primo semestre 2023 la compagnia IndiGo ha inoltrato la più grande commessa di aerei commerciali della storia, ad Airbus: 500 aerei di linea. Il giro d'affari si aggira intorno ai 50 miliardi di dollari.

## Servizio a bordo

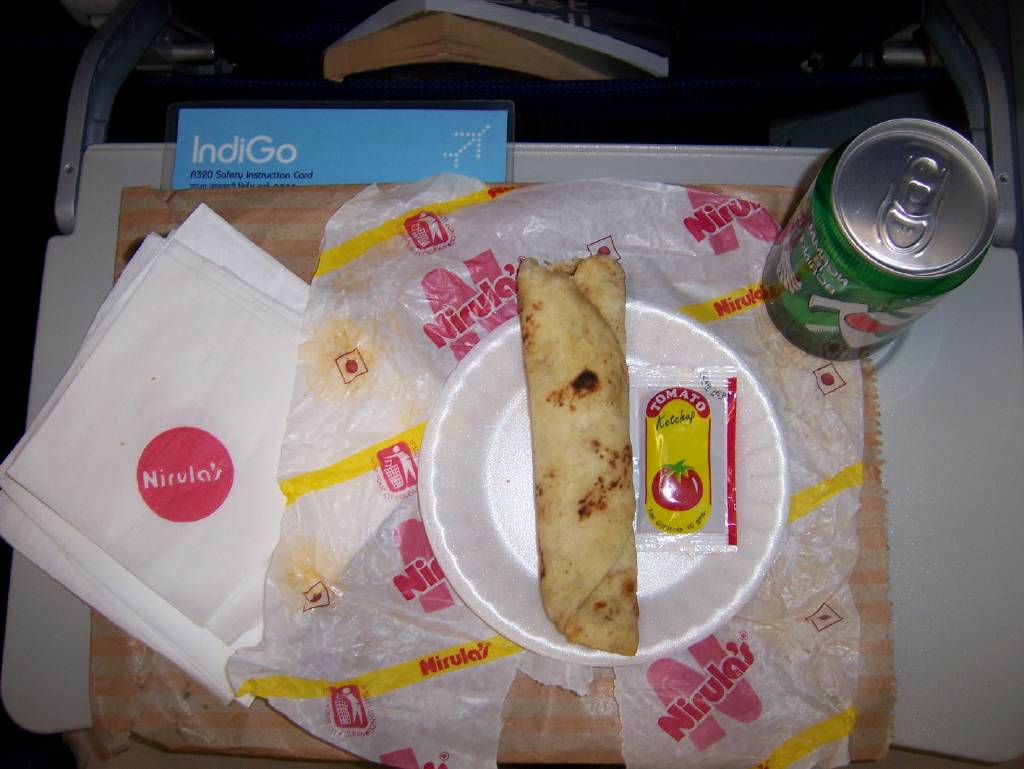
Un esempio del servizio IndiGo

Essendo una compagnia aerea a basso costo, IndiGo non offre un servizio gratuito di pasto ai passeggeri. Tuttavia, il vettore offre un servizio di ristoro dove panini, biscotti, acqua e bibite possono essere acquistate dai passeggeri.

## Destinazioni
A giugno 2018, IndiGo effettua più di 1000 voli giornalieri verso 59 destinazioni, 48 in India e 11 internazionali. L'hub della compagnia si trova a Delhi, con ulteriori basi a Bangalore, Chennai, Hyderabad, Kolkata, Mumbai, Jaipur e Ahmedabad.

### Accordi di codeshare
IndiGo ha accordi di codeshare con le seguenti compagnie aeree:
- Turkish Airlines[9]

## Flotta

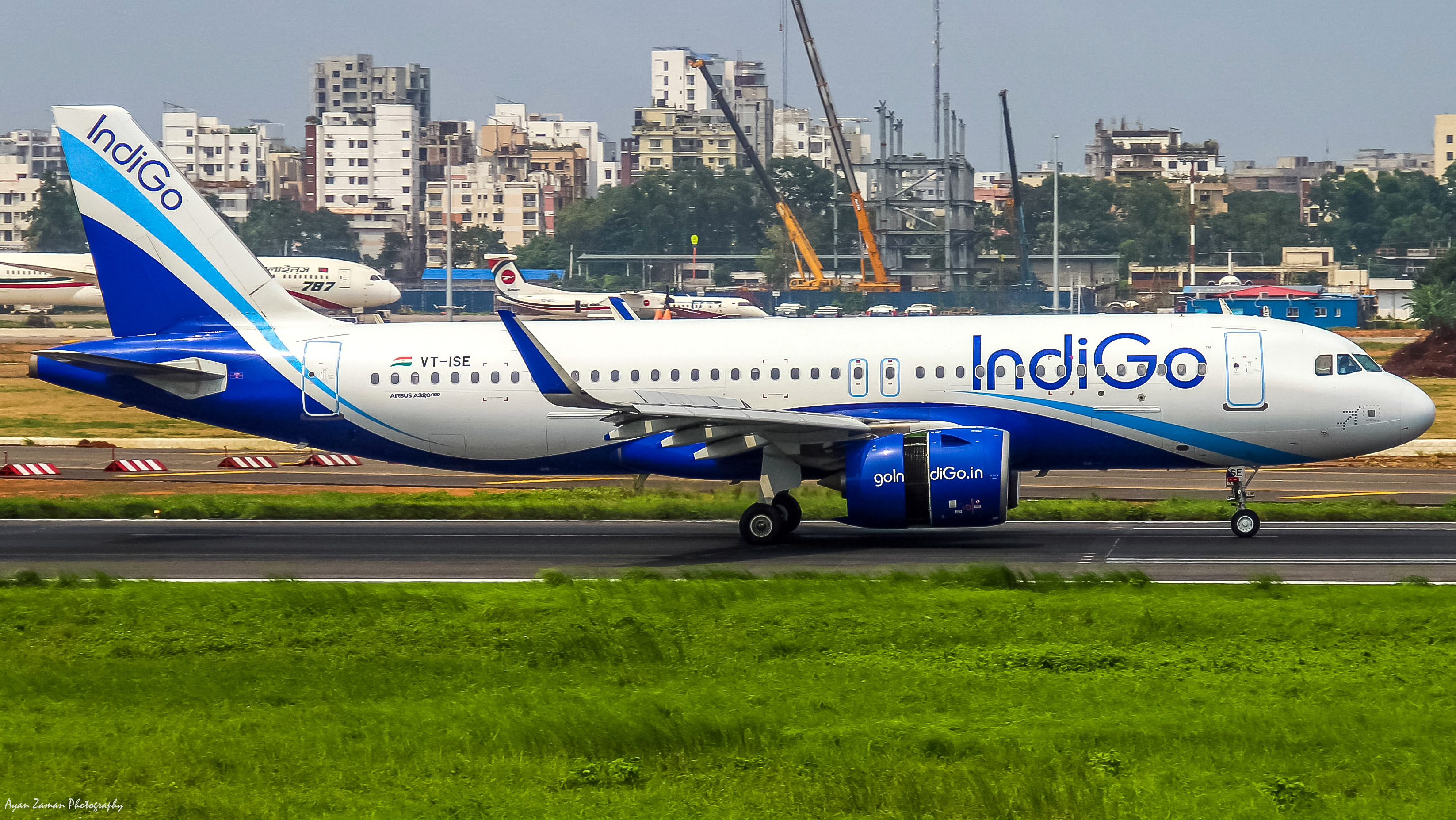
Un Airbus A320neo.

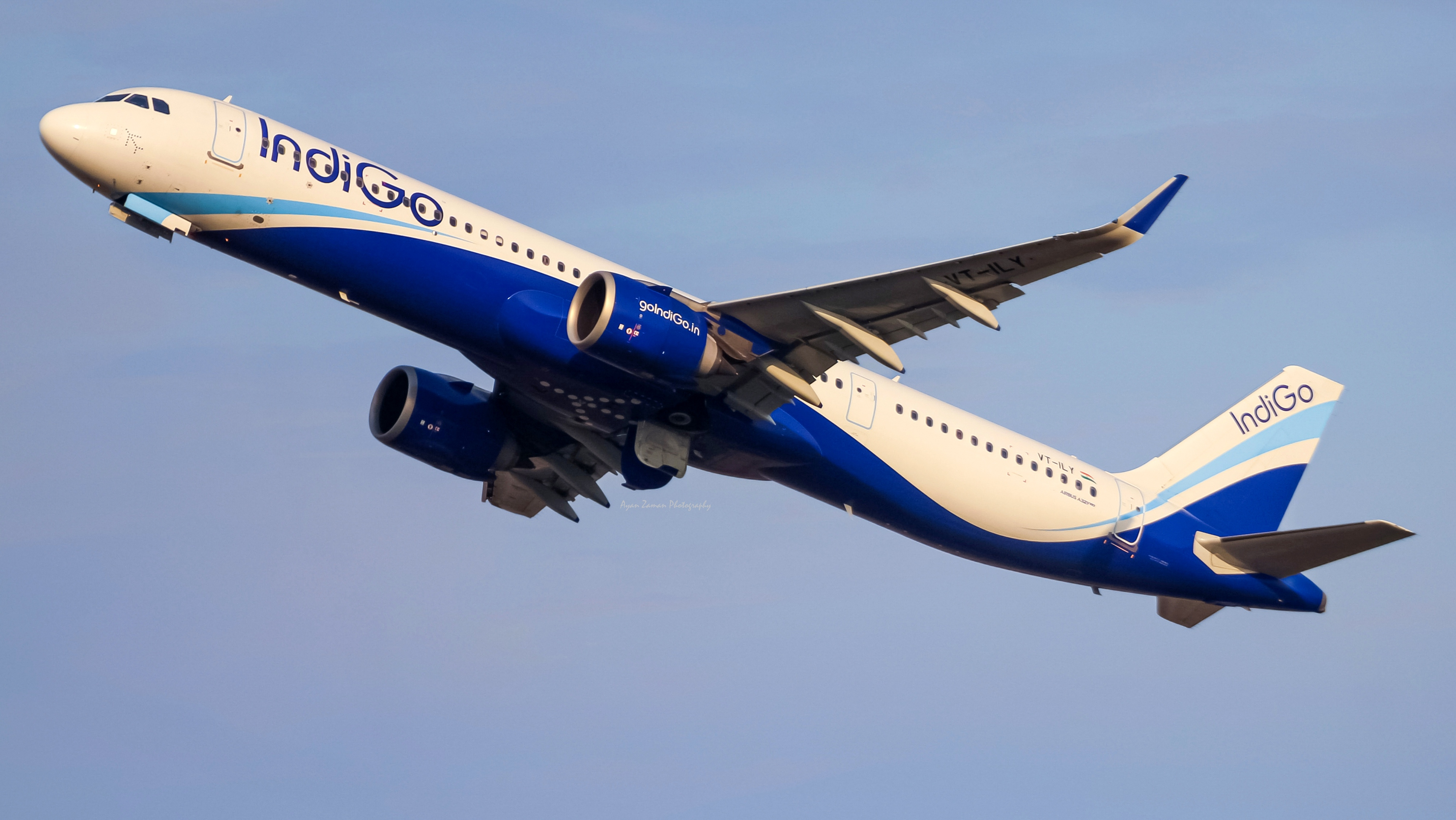
Un Airbus A321neo.

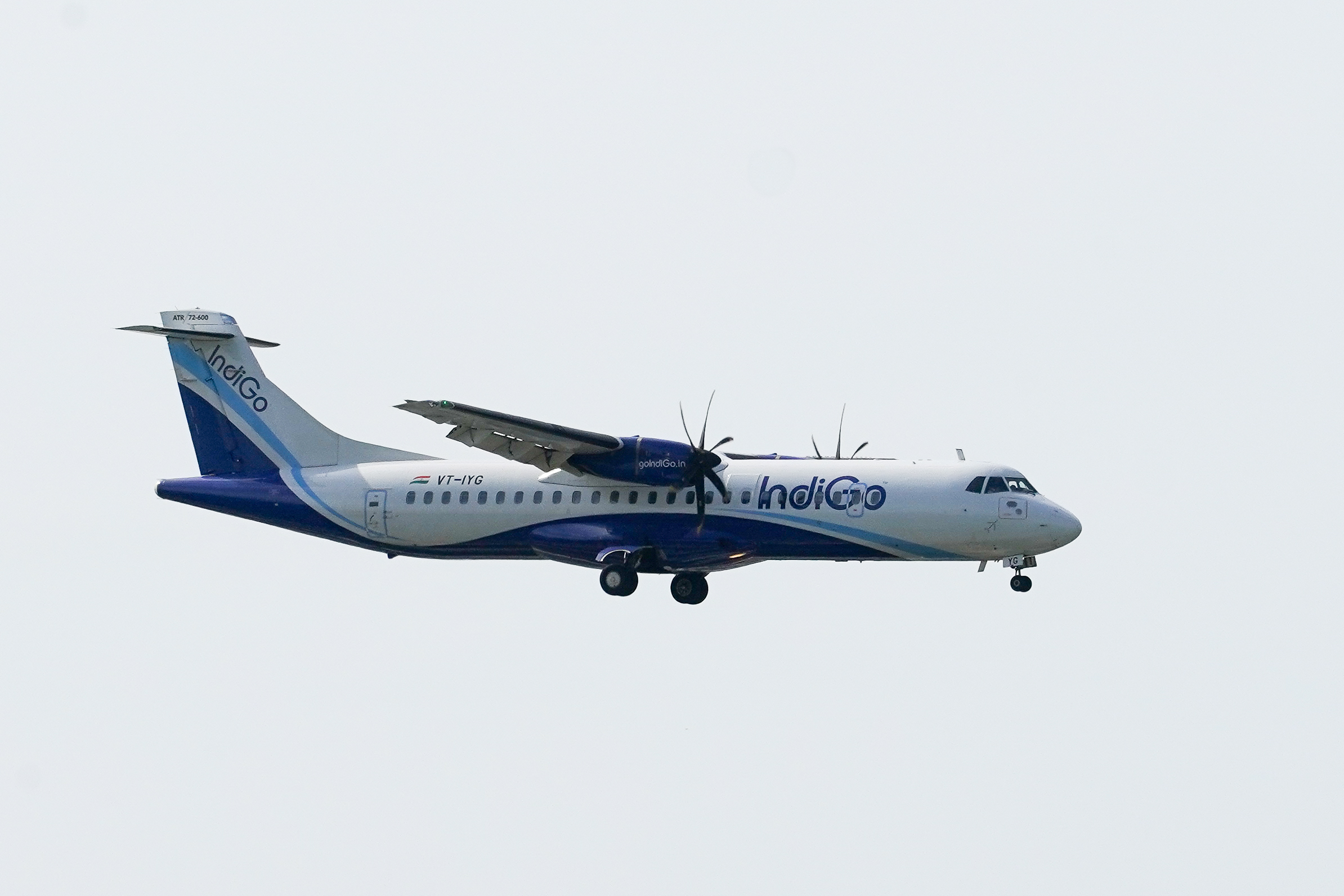
Un ATR 72-600.

Ad agosto 2024, la flotta di IndiGo è composta dai seguenti aerei: